# بويد كيستنير
بويد كيستنير (بالإنجليزية: Boyd Kestner)‏ هو ممثل أمريكي، ولد في 23 نوفمبر 1964 في الولايات المتحدة.

## وصلات خارجية
- بويد كيستنير على موقع IMDb (الإنجليزية)
- بويد كيستنير على موقع قاعدة بيانات الفيلم (الإنجليزية)